# فرودگاه کوتزتاون
فرودگاه کوتزتاون  (به انگلیسی: Kutztown Airport) یک فرودگاه همگانی بهره‌برداری هوایی است که یک باند فرود آسفالت و چمن دارد و طول باند آن ۷۵۰ متر است. این فرودگاه در کشور ایالات متحده آمریکا قرار دارد و در ارتفاع ۱۵۶ متری از سطح دریا واقع شده است.